# 醜副南鰍
醜副南鰍（學名：Paraschistura alepidota），為輻鰭魚綱鯉形目條鰍科副南鰍屬的其中一種。被IUCN列為易危保育類動物，分布於亞洲巴基斯坦馬德揚河、斯瓦特河流域，體長可達6.6公分，棲息在河川底中層水域，生活習性不明。

## 扩展阅读
維基物種上的相關：醜副南鰍